# Раті
Раті — в індуїзмі богиня любовної пристрасті, дочка Дакші і дружина Ками.
Згідно відомого міфу, коли Шива спопелив Каму, Раті звернулася з благаннями до Парваті, і Шива відродив її чоловіка. Прийнявши вигляд смертної жінки, Раті виростила Каму (народженого в образі Прадьюмни, сина Крішни й Рукміні), потім відкрила йому зв'язуючі їх узи, знову стала його дружиною і народила від нього сина Аніруддху. Поряд з Камою, Раті займає важливе місце у відповідному культі. У Південній Індії проводяться особливі церемонії, під час яких виконується плач Раті по своєму чоловікові.